# Rosanna Davison

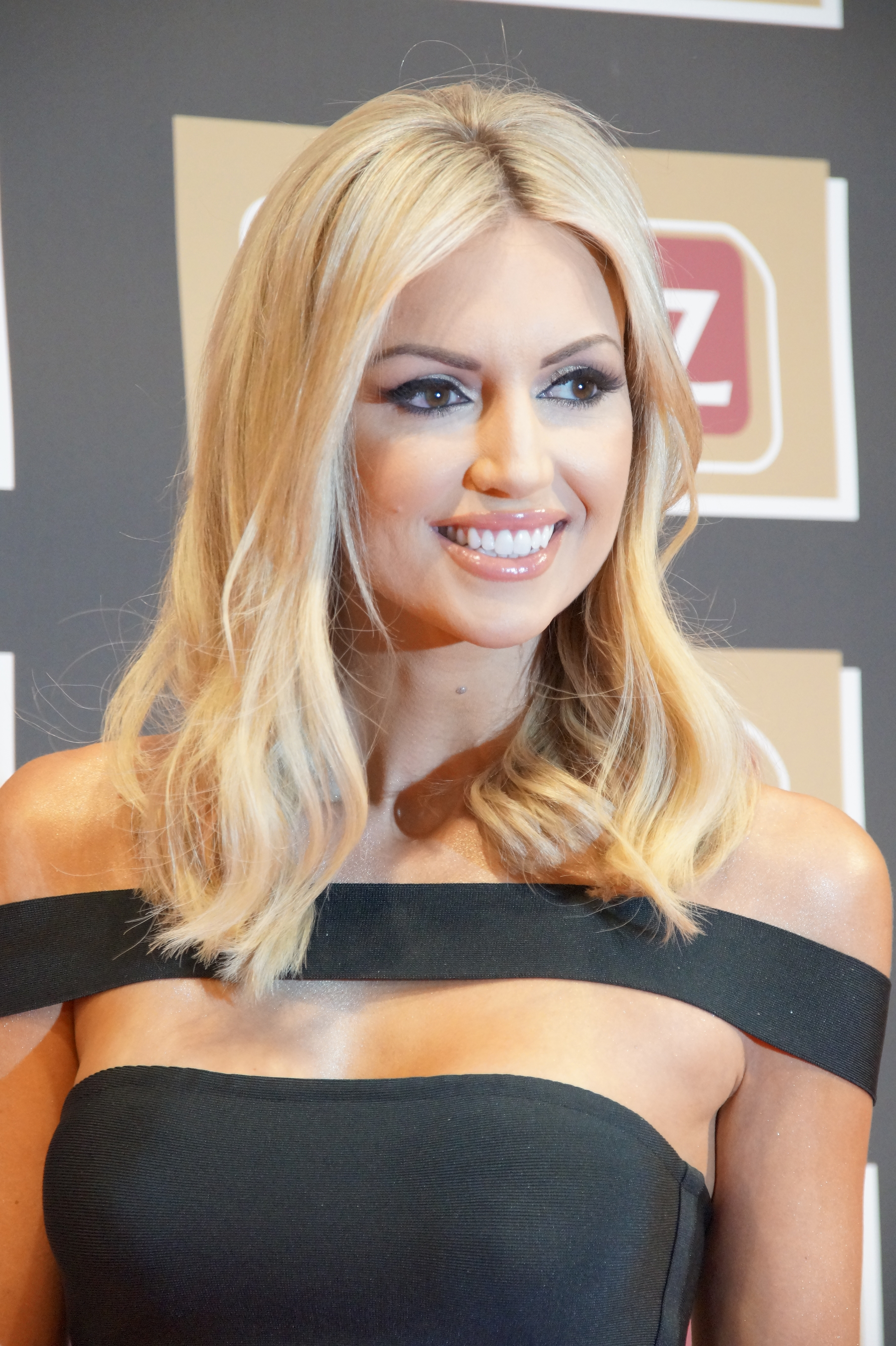
Rosanna Davison (2016)

Rosanna Diane Davison (* 17. April 1984 in Dublin) ist ein irisches Fotomodell.

## Leben und Karriere
Rosanna Davison ist die Tochter des Sängers Chris de Burgh, der ihr nach ihrer Geburt das Lied For Rosanna widmete. Davison wurde 2003 zur Miss Ireland gewählt. Im selben Jahr kürte man sie auch zur Miss World.
Davison studierte bis 2005 Soziologie und Kunstgeschichte am University College Dublin AFC (UCD). Von 2010 bis 2013 studierte Davison naturheilkundliche Medizin. 2019 machte sie einen Abschluss Master of Science in personalisierte Ernährung.
Davison war im Winter 2005/2006 das Gesicht der Passion Tour für Holiday on Ice. Premiere der Show Romanza war am 26. Oktober 2005 in Hamburg. Sie repräsentierte dort die Julia zusammen mit Nick Karry als Romeo. Chris de Burgh hatte hierfür sein Lied Lady in Red neu eingespielt.
In der Oktoberausgabe 2012 des deutschen Playboy posierte sie als Cover-Girl und mit einer Fotostrecke.
Seit 2007 ernährt sich Davison vegan.
Davison heiratete 2014 ihren langjährigen Freund Wesley Quirke. Sie hat mit ihm drei Kinder, zwei Söhne und eine Tochter. Die Tochter wurde von einer Leihmutter ausgetragen und wurde 2019 geboren. Ihre Zwillingssöhne brachte sie im November 2020 selbst per Kaiserschnitt zur Welt.